# Bohuslavice (Moravia-Slesia)
Bohuslavice (in polacco Bogusławice, in tedesco Buslawitz) è un comune della Repubblica Ceca facente parte del distretto di Opava, nella regione della Moravia-Slesia.